# Férfi röplabdatorna az 1976. évi nyári olimpiai játékokon
Az 1976. évi nyári olimpiai játékokon a férfi röplabdatornát július 18. és 30. között rendezték. A tornán 10 nemzet csapata vett részt.

## Lebonyolítás
A 10 résztvevőt 2 darab 5 csapatos csoportba sorsolták. Körmérkőzések döntötték el a csoportok végeredményét. A csoportból az első két helyezett jutott tovább az elődöntőbe, ahonnan egyenes kieséses rendszerben folytatódott a torna. A csoportok harmadik és negyedik helyezettjei az 5–8. helyért mérkőzhettek.
Egyiptom egy mérkőzés után visszalépett, az afrikai csapatok bojkottjának támogatása miatt.

## Csoportkör
| Színmagyarázat                                                             |
| -------------------------------------------------------------------------- |
| A csoportok első két helyezettje bejutott a elődöntőbe.                    |
| A csoportok harmadik és negyedik helyezettjei az 5–8. helyért játszhattak. |
| A 9. helyen végzett.                                                       |
| Visszalépett.                                                              |

### A csoport
|                     |      | Mérkőzések | Mérkőzések | Szettek | Szettek | Szettek | Pontok | Pontok | Pontok |
| Csapat              | Pont | Gy         | V          | Sz+     | Sz–     | SzA     | P+     | P–     | PA     |
| ------------------- | ---- | ---------- | ---------- | ------- | ------- | ------- | ------ | ------ | ------ |
| Lengyelország (POL) | 8    | 4          | 0          | 12      | 5       | 2,400   | 235    | 172    | 1,366  |
| Kuba (CUB)          | 7    | 3          | 1          | 11      | 4       | 2,750   | 208    | 142    | 1,465  |
| Csehszlovákia (TCH) | 6    | 2          | 2          | 8       | 7       | 1,143   | 182    | 177    | 1,028  |
| Dél-Korea (KOR)     | 5    | 1          | 3          | 6       | 9       | 0,667   | 146    | 187    | 0,781  |
| Kanada (CAN)        | 4    | 0          | 4          | 0       | 12      | 0,000   | 88     | 181    | 0,486  |

| 1976. július 18. 13:00 | Csehszlovákia (TCH)  | 3 – 0 | Kanada (CAN) |  |
| 1976. július 18. 13:00 | (15–4, 16–14, 15–11) |       |              |  |

| 1976. július 18. 15:00 | Lengyelország (POL)             | 3 – 2 | Dél-Korea (KOR) |  |
| 1976. július 18. 15:00 | (12–15, 6–15, 15–6, 15–6, 15–5) |       |                 |  |

| 1976. július 19. 13:00 | Kanada (CAN)       | 0 – 3 | Lengyelország (POL) |  |
| 1976. július 19. 13:00 | (4–15, 7–15, 6–15) |       |                     |  |

| 1976. július 19. 21:00 | Kuba (CUB)                | 3 – 1 | Csehszlovákia (TCH) |  |
| 1976. július 19. 21:00 | (15–6, 10–15, 15–5, 15–6) |       |                     |  |

| 1976. július 21. 13:00 | Lengyelország (POL)               | 3 – 2 | Kuba (CUB) |  |
| 1976. július 21. 13:00 | (13–15, 10–15, 15–6, 15–9, 20–18) |       |            |  |

| 1976. július 21. 21:00 | Dél-Korea (KOR)    | 3 – 0 | Kanada (CAN) |  |
| 1976. július 21. 21:00 | (15–7, 15–5, 15–8) |       |              |  |

| 1976. július 23. 13:00 | Kuba (CUB)         | 3 – 0 | Dél-Korea (KOR) |  |
| 1976. július 23. 13:00 | (15–4, 15–5, 15–6) |       |                 |  |

| 1976. július 23. 21:30 | Csehszlovákia (TCH)        | 1 – 3 | Lengyelország (POL) |  |
| 1976. július 23. 21:30 | (15–8, 11–15, 5–15, 14–16) |       |                     |  |

| 1976. július 25. 13:00 | Dél-Korea (KOR)           | 1 – 3 | Csehszlovákia (TCH) |  |
| 1976. július 25. 13:00 | (9–15, 9–15, 16–14, 5–15) |       |                     |  |

| 1976. július 25. 15:00 | Kanada (CAN)        | 0 – 3 | Kuba (CUB) |  |
| 1976. július 25. 15:00 | (10–15, 9–15, 3–15) |       |            |  |

### B csoport
|                   |                                                                   | Mérkőzések                                                        | Mérkőzések                                                        | Szettek                                                           | Szettek                                                           | Szettek                                                           | Pontok                                                            | Pontok                                                            | Pontok                                                            |
| Csapat            | Pont                                                              | Gy                                                                | V                                                                 | Sz+                                                               | Sz–                                                               | SzA                                                               | P+                                                                | P–                                                                | PA                                                                |
| ----------------- | ----------------------------------------------------------------- | ----------------------------------------------------------------- | ----------------------------------------------------------------- | ----------------------------------------------------------------- | ----------------------------------------------------------------- | ----------------------------------------------------------------- | ----------------------------------------------------------------- | ----------------------------------------------------------------- | ----------------------------------------------------------------- |
| Szovjetunió (URS) | 6                                                                 | 3                                                                 | 0                                                                 | 9                                                                 | 0                                                                 | MAX                                                               | 135                                                               | 63                                                                | 2,143                                                             |
| Japán (JPN)       | 5                                                                 | 2                                                                 | 1                                                                 | 6                                                                 | 3                                                                 | 2,000                                                             | 118                                                               | 89                                                                | 1,326                                                             |
| Brazília (BRA)    | 4                                                                 | 1                                                                 | 2                                                                 | 3                                                                 | 6                                                                 | 0,500                                                             | 118                                                               | 142                                                               | 0,831                                                             |
| Olaszország (ITA) | 3                                                                 | 0                                                                 | 3                                                                 | 2                                                                 | 9                                                                 | 0,222                                                             | 81                                                                | 158                                                               | 0,513                                                             |
| Egyiptom (EGY)    | Visszalépett, az egy lejátszott mérkőzésének eredményét törölték. | Visszalépett, az egy lejátszott mérkőzésének eredményét törölték. | Visszalépett, az egy lejátszott mérkőzésének eredményét törölték. | Visszalépett, az egy lejátszott mérkőzésének eredményét törölték. | Visszalépett, az egy lejátszott mérkőzésének eredményét törölték. | Visszalépett, az egy lejátszott mérkőzésének eredményét törölték. | Visszalépett, az egy lejátszott mérkőzésének eredményét törölték. | Visszalépett, az egy lejátszott mérkőzésének eredményét törölték. | Visszalépett, az egy lejátszott mérkőzésének eredményét törölték. |

| 1976. július 18. 19:30 | Olaszország (ITA)  | 0 – 3 | Szovjetunió (URS) |  |
| 1976. július 18. 19:30 | (6–15, 3–15, 6–15) |       |                   |  |

| 1976. július 18. 21:30 | Brazília (BRA) | 3 – 1 | Egyiptom (EGY) |  |
| 1976. július 18. 21:30 |                |       |                |  |

- Egyiptom egy mérkőzés után az afrikai országok bojkottjának támogatása miatt visszalépett a további küzdelmektől. A mérkőzés eredményét törölték.

| 1976. július 20. 13:00 | Szovjetunió (URS)   | 3 – 0 | Brazília (BRA) |  |
| 1976. július 20. 13:00 | (15–7, 15–11, 15–2) |       |                |  |

| 1976. július 20. 21:30 | Japán (JPN)        | 3 – 0 | Olaszország (ITA) |  |
| 1976. július 20. 21:30 | (15–6, 15–2, 15–6) |       |                   |  |

| 1976. július 22. 13:00 | Brazília (BRA)      | 0 – 3 | Japán (JPN) |  |
| 1976. július 22. 13:00 | (13–15, 8–15, 9–15) |       |             |  |

| 1976. július 22. | Szovjetunió (URS) | Egyiptom visszalépett | Egyiptom (EGY) |  |
| 1976. július 22. |                   |                       |                |  |

| 1976. július 24. | Japán (JPN) | Egyiptom visszalépett | Egyiptom (EGY) |  |
| 1976. július 24. |             |                       |                |  |

| 1976. július 24. 21:30 | Olaszország (ITA)                | 2 – 3 | Brazília (BRA) |  |
| 1976. július 24. 21:30 | (8–15, 15–11, 15–12, 6–15, 8–15) |       |                |  |

| 1976. július 25. | Olaszország (ITA) | Egyiptom visszalépett | Egyiptom (EGY) |  |
| 1976. július 25. |                   |                       |                |  |

| 1976. július 25. 21:30 | Szovjetunió (URS)   | 3 – 0 | Japán (JPN) |  |
| 1976. július 25. 21:30 | (15–9, 15–10, 15–9) |       |             |  |

## Egyenes kieséses szakasz

### Az 5–8. helyért
| 1976. július 26. 19:30 | Dél-Korea (KOR)                  | 3 – 2 | Brazília (BRA) |  |
| 1976. július 26. 19:30 | (15–12, 12–15, 7–15, 15–6, 15–5) |       |                |  |

| 1976. július 26. 21:30 | Csehszlovákia (TCH) | 3 – 0 | Olaszország (ITA) |  |
| 1976. július 26. 21:30 | (15–7, 15–8, 15–7)  |       |                   |  |

### Elődöntők
| 1976. július 29. 19:30 | Kuba (CUB)          | 0 – 3 | Szovjetunió (URS) |  |
| 1976. július 29. 19:30 | (12–15, 7–15, 8–15) |       |                   |  |

| 1976. július 29. 21:30 | Lengyelország (POL)               | 3 – 2 | Japán (JPN) |  |
| 1976. július 29. 21:30 | (15–17, 15–6, 15–6, 10–15, 15–10) |       |             |  |

### A 7. helyért
| 1976. július 27. 18:30 | Brazília (BRA)     | 3 – 0 | Olaszország (ITA) |  |
| 1976. július 27. 18:30 | (15–8, 15–6, 15–8) |       |                   |  |

### Az 5. helyért
| 1976. július 27. 20:20 | Csehszlovákia (TCH)       | 3 – 1 | Dél-Korea (KOR) |  |
| 1976. július 27. 20:20 | (15–9, 10–15, 15–2, 15–9) |       |                 |  |

### Bronzmérkőzés
| 1976. július 30. 19:30 | Kuba (CUB)         | 3 – 0 | Japán (JPN) |  |
| 1976. július 30. 19:30 | (15–8, 15–9, 15–8) |       |             |  |

### Döntő
| 1976. július 30. 21:30 | Szovjetunió (URS)                  | 2 – 3 | Lengyelország (POL) |  |
| 1976. július 30. 21:30 | (15–11, 13–15, 15–12, 17–19, 7–15) |       |                     |  |

| Az 1976. évi nyári olimpiai játékok férfi röplabdatornájának olimpiai bajnoka |
| · LENGYELORSZÁG · 1. cím                                                      |
| ----------------------------------------------------------------------------- |

## Végeredmény
- A táblázat nem tartalmazza a törölt Brazília–Egyiptom mérkőzés eredményét.

|          |                     |                                                                   | Mérkőzések                                                        | Mérkőzések                                                        | Szettek                                                           | Szettek                                                           | Szettek                                                           | Pontok                                                            | Pontok                                                            | Pontok                                                            |
| Helyezés | Csapat              | Pont                                                              | Gy                                                                | V                                                                 | Sz+                                                               | Sz–                                                               | SzA                                                               | P+                                                                | P–                                                                | PA                                                                |
| -------- | ------------------- | ----------------------------------------------------------------- | ----------------------------------------------------------------- | ----------------------------------------------------------------- | ----------------------------------------------------------------- | ----------------------------------------------------------------- | ----------------------------------------------------------------- | ----------------------------------------------------------------- | ----------------------------------------------------------------- | ----------------------------------------------------------------- |
| Arany    | Lengyelország (POL) | 12                                                                | 6                                                                 | 0                                                                 | 18                                                                | 9                                                                 | 2,000                                                             | 377                                                               | 293                                                               | 1,287                                                             |
| Ezüst    | Szovjetunió (URS)   | 11                                                                | 4                                                                 | 1                                                                 | 14                                                                | 3                                                                 | 4,667                                                             | 247                                                               | 162                                                               | 1,525                                                             |
| Bronz    | Kuba (CUB)          | 10                                                                | 4                                                                 | 2                                                                 | 14                                                                | 7                                                                 | 2,000                                                             | 280                                                               | 212                                                               | 1,321                                                             |
| 4.       | Japán (JPN)         | 9                                                                 | 2                                                                 | 3                                                                 | 8                                                                 | 9                                                                 | 0,889                                                             | 197                                                               | 204                                                               | 0,966                                                             |
|          |                     |                                                                   |                                                                   |                                                                   |                                                                   |                                                                   |                                                                   |                                                                   |                                                                   |                                                                   |
| 5.       | Csehszlovákia (TCH) | 10                                                                | 4                                                                 | 2                                                                 | 14                                                                | 8                                                                 | 1,750                                                             | 282                                                               | 234                                                               | 1,205                                                             |
| 6.       | Dél-Korea (KOR)     | 8                                                                 | 2                                                                 | 4                                                                 | 10                                                                | 14                                                                | 0,714                                                             | 245                                                               | 295                                                               | 0,831                                                             |
| 7.       | Brazília (BRA)      | 7                                                                 | 2                                                                 | 3                                                                 | 8                                                                 | 11                                                                | 0,727                                                             | 216                                                               | 228                                                               | 0,947                                                             |
| 8.       | Olaszország (ITA)   | 7                                                                 | 0                                                                 | 5                                                                 | 2                                                                 | 15                                                                | 0,133                                                             | 125                                                               | 248                                                               | 0,504                                                             |
|          |                     |                                                                   |                                                                   |                                                                   |                                                                   |                                                                   |                                                                   |                                                                   |                                                                   |                                                                   |
| 9.       | Kanada (CAN)        | 4                                                                 | 0                                                                 | 4                                                                 | 0                                                                 | 12                                                                | 0,000                                                             | 88                                                                | 181                                                               | 0,486                                                             |
| 10.      | Egyiptom (EGY)      | Visszalépett, az egy lejátszott mérkőzésének eredményét törölték. | Visszalépett, az egy lejátszott mérkőzésének eredményét törölték. | Visszalépett, az egy lejátszott mérkőzésének eredményét törölték. | Visszalépett, az egy lejátszott mérkőzésének eredményét törölték. | Visszalépett, az egy lejátszott mérkőzésének eredményét törölték. | Visszalépett, az egy lejátszott mérkőzésének eredményét törölték. | Visszalépett, az egy lejátszott mérkőzésének eredményét törölték. | Visszalépett, az egy lejátszott mérkőzésének eredményét törölték. | Visszalépett, az egy lejátszott mérkőzésének eredményét törölték. |